# تولي غون
تولي غون (من مواليد 21 فبراير 1988 في كولكاتا) هي لاعبة كرة قدم هندية تلعب حاليًا كظهير أيمن لفريق كرة القدم الوطني للسيدات في الهند.